# بيت السروى (المحويت)

تعديل مصدري - تعديل

بيت السروى هي إحدى قرى عزلة قبلة خديف بمديرية المحويت التابعة لمحافظة المحويت، بلغ تعداد سكانها 228 نسمة حسب تعداد اليمن لعام 2004.